# Oral Fixation Tour
Tournées par Shakira
Tour of the Mongoose
(2003-2004) The Sun Comes Out World Tour
(2010)
L'Oral Fixation Tour est une tournée mondiale de concerts de la chanteuse Shakira, qui a commencé le 14 juin 2006 dans la ville de Saragosse en Espagne et s'est terminé en 2007. Ce sont plus de 2,7 millions de spectateurs qui auront assisté à la tournée de la chanteuse, qui aura duré près d'un an. La chanteuse a aussi offert à ses fans un concert unique à Dubaï.

## Liste des chansons

### Amérique du Nord
1. Estoy Aquí
2. Te Dejo Madrid
3. Don't Bother
4. Antología
5. Hey You
6. Inevitable
7. Si Te Vas
8. Obtener Un Sí
9. La Tortura
10. No
11. Whenever, Wherever
12. La Pared
13. Underneath Your Clothes
14. Pies Descalzos, Sueños Blancos
15. Ciega, sordomuda
16. Ojos Así
17. Hips Don't Lie

### Amérique latine / Espagne
1. Estoy Aquí
2. Te Dejo Madrid
3. Don't Bother
4. Antología
5. Hey You
6. Inevitable
7. Si Te Vas
8. Obtener Un Sí
9. La Tortura
10. No
11. Suerte
12. La Pared
13. Día De Enero
14. Pies Descalzos, Sueños Blancos
15. Ciega, Sordomuda
16. Ojos Así
17. Hips Don't Lie

### Europe
1. Estoy Aquí
2. Te Dejo Madrid
3. Don't Bother
4. Illegal
5. Obtener Un Sí (Portugal seulement)
6. Si Te Vas
7. Inevitable
8. La Tortura
9. No
10. Whenever, Wherever
11. La Pared
12. Underneath Your Clothes
13. Pies Descalzos, Sueños Blancos
14. Ciega, Sordomuda
15. Ojos Así
16. Hips Don't Lie

## Dates

### Espagne(2006)
- 14 juin : Feria de Muestras, Saragosse
- 16 juin : El Coliseum, La Corogne
- 18 juin : Las Mestas, Gijón
- 20 juin : Campo de Fútbol, León
- 22 juin : Las Ventas, Madrid
- 23 juin : Las Ventas, Madrid
- 25 juin : Plaza de Toros, Pampelune
- 28 juin : Palau Sant Jordi, Barcelone
- 30 juin : Estadio de la Roseleda, Malaga
- 1er juillet : Stade Martinez Valero, Elche
- 3 juillet : Estadio de Gran Canaria, Las Palmas
- 5 juillet : Campo de Fútbol, Tenerife

### Europe de l'Est (2006)
- 15 juillet : Stade Gradski, Zagreb ( Croatie)
- 17 juillet : Stade Dan Paltinisanu, Timişoara ( Roumanie)
- 20 juillet : Stade Karaiskaki, Athènes ( Grèce)
- 22 juillet : Festival Red Summer, Moscou ( Russie)

### États-Unis(2006)
- 9 août : Don Haskins Center, El Paso (Texas)
- 11 août : US Airways Center, Phoenix (Arizona)
- 12 août : Mandalay Bay Resort, Las Vegas (Nevada)
- 15 août : Staples Center, Los Angeles (Californie)
- 16 août : iPayOne Center, San Diego (Californie)
- 18 août : Arrowhead Pond of Anaheim, Anaheim (Californie)
- 19 août : HP Pavilion, San José (Californie)
- 21 août : HP Pavilion, San José, (Californie)
- 22 août : Pepsi Center, Denver (Colorado) – annulé
- 25 août : United Center, Chicago (Illinois)
- 27 août : Centre Air Canada, Toronto ( Canada)
- 1er septembre : Taj Mahal, Atlantic City (New Jersey)
- 2 septembre : Taj Mahal, Atlantic City (New Jersey)
- 4 septembre : Mohegan Sun Arena, Uncasville (Connecticut)
- 5 septembre : TD Banknorth Garden, Boston (Massachusetts)
- 7 septembre : Madison Square Garden, New York (New York)
- 8 septembre : Madison Square Garden, New York (New York)
- 10 septembre : Verizon Center, Washington
- 12 septembre : Philips Arena, Atlanta (État de Géorgie)
- 13 septembre : TD Waterhouse Centre, Orlando (Floride)
- 15 septembre : American Airlines Arena, Miami (Floride)
- 16 septembre : American Airlines Arena, Miami (Floride)
- 19 septembre : Toyota Center, Houston (Texas)
- 20 septembre : American Bank Center Arena, Corpus Christi (Texas)
- 22 septembre : AT&T Center, San Antonio (Texas) – annulé
- 23 septembre : American Airlines Center, Dallas (Texas)
- 25 septembre : Dodge Arena, McAllen (Texas)
- 26 septembre : Dodge Arena, McAllen (Texas)

### Amérique latine (2006)
- 30 septembre : Palacio de los Deportes, Mexico ( Mexique)
- 1er octobre : Palacio de los Deportes, Mexico ( Mexique)
- 3 octobre : Palacio de los Deportes, Mexico ( Mexique)
- 4 octobre : Palacio de los Deportes, Mexico ( Mexique)
- 7 octobre : Palacio de los Deportes, Mexico ( Mexique)
- 8 octobre : Palacio de los Deportes, Mexico ( Mexique)
- 10 octobre : Palacio de los Deportes, Mexico ( Mexique)
- 11 octobre : Palacio de los Deportes, Mexico ( Mexique)
- 13 octobre : Centro V. Fernandez, Guadalajara ( Mexique)
- 15 octobre : Estadio Universitario, Monterrey ( Mexique)
- 4 novembre : Estadio Mateo Flores, Guatemala ( Guatemala)
- 6 novembre : Estadio Gonzales, San Salvador ( Salvador)
- 9 octobre : Figali Convention Center, Panamá ( Panama)
- 12 novembre : Aeropuerto La Carlota, Caracas ( Venezuela)
- 15 novembre : Estadio Metropolitano, Barranquilla ( Colombie)
- 17 novembre : Parque Simón Bolivar, Bogota ( Colombie)
- 19 novembre : Estadio Pascual Guerrero, Cali ( Colombie)
- 22 novembre : Stade National, Santiago du Chili ( Chili)
- 24 novembre : Stade Vélez, Buenos Aires ( Argentine)
- 25 novembre : Stade Vélez, Buenos Aires ( Argentine)
  - 28 novembre : Jockey Club del Perú, Lima ( Pérou)
- 30 novembre : Estadio Atahualpa, Quito ( Équateur)
- 2 décembre : Estadio Modelo, Guayaquil ( Équateur)
- 6 décembre : American Airlines Arena, Miami (Floride)
- 7 décembre : American Airlines Arena, Miami (Floride)
- 9 décembre : American Airlines Arena, Miami (Floride) [Concert filmé pour le DVD.]
- 13 décembre : José Miguel Agrelot Coliseum, San Juan ( Porto Rico)
- 15 décembre : José Miguel Agrelot Coliseum, San Juan ( Porto Rico)
- 16 décembre : José Miguel Agrelot Coliseum, San Juan ( Porto Rico)
- 18 décembre : Estadio Olimpico Félix Sanchez, Saint-Domingue ( République dominicaine)

### Europe (2007)
- 25 janvier : Color Line Arena, Hambourg ( Allemagne)
- 26 janvier : Max Schemling Halle, Berlin ( Allemagne)
- 28 janvier : TUI Arena, Hanovre ( Allemagne)
- 31 janvier : Sportpaleis, Anvers ( Belgique)
- 1er février : SAP Arena, Mannheim ( Allemagne)
- 3 février : Gelredome Arena, Arnhem ( Pays-Bas) – reporté
- 5 février : Kö-Pi Arena, Oberhausen ( Allemagne) – reporté
- 6 février : Kölnarena, Cologne ( Allemagne) – reporté
- 16 février : Palais omnisports de Paris-Bercy, Paris ( France)
- 18 février : Olympiahalle, Munich ( Allemagne)
- 21 février : Hallenstadion, Zurich ( Suisse)
- 22 février : Hallenstadion, Zürich ( Suisse)
- 25 février : Schleyerhalle, Stuttgart ( Allemagne)
- 27 février : Datchforum, Milan ( Italie)
- 2 mars : Arena, Leipzig ( Allemagne)
- 3 mars : Sazka Arena, Prague ( République tchèque)
- 5 mars : Papp László Sportaréna, Budapest ( Hongrie)
- 6 mars : Wiener Stadthalle, Vienne ( Autriche)
- 9 mars : Gigantium Arena, Aalborg ( Danemark)
- 11 mars : Oslo Spektrum, Oslo ( Norvège)
- 12 mars : Globen, Stockholm ( Suède)
- 14 mars : Hartwall Arena, Helsinki ( Finlande)
- 17 mars : Gelredome Arena, Arnhem ( Pays-Bas)
- 18 mars : Wembley Arena, Londres ( Royaume-Uni)
- 21 mars : Kö-Pi Arena, Oberhausen ( Allemagne)
- 23 mars : Dubai Autodrome, Dubaï ( Émirats arabes unis)
- 25 mars : Bombay ( Inde)
- 28 mars : Le Caire ( Égypte)
- 30 mars : Plaza de Toros, Grenade ( Espagne)
- 31 mars : Parque Antonio Soria, Torrevieja ( Espagne)
- 2 avril : Coliseo de Santander, Santander ( Espagne)
- 4 avril : Pavilhão Atlântico, Lisbonne ( Portugal)
- 8 avril : Kölnarena, Cologne ( Allemagne)

### Mexique(2007)
- 9 mai : Estadio Angel Flores, Culiacan
- 11 mai : Estadio Victoria, Aguascalientes
- 13 mai : Foro Sol, Mexico
- 18 mai : Estadio Luis Pirata Fuentes, Veracruz
- 16 mai : Estadio Corregidora, Querétaro
- 20 mai : Estadio de Foot-ball UDLA, Puebla
- 23 mai : Estadio Unitersitario UACH, Chihuahua
- 24 mai : Estadio Revolucion, Torreon
- 26 mai : Estadio Alfonso Lastras Ramirez, San Luis Potosí
- 27 mai : Plaza de la Constitución, Mexico
- 30 mai : Auditorio Coca-Cola, Monterrey